# Gonomyia (Leiponeura) silinda
Gonomyia (Leiponeura) silinda is een tweevleugelige uit de familie steltmuggen (Limoniidae). De soort komt voor in het Afrotropisch gebied.